# Torremanzanas
Torremanzanas (en valenciano y cooficialmente la Torre de les Maçanes) es una localidad y municipio del interior de la provincia de Alicante, España. 42 km al norte de la ciudad de Alicante. Cuenta con 714 habitantes (INE 2023).

## Geografía
Su término municipal ocupa un estrecho y quebrado valle labrado por el llamado río Torremanzanas o río de Torremanzanas (río-rambla que desemboca en el Monnegre), y está limitado por los municipios de Jijona, Alcoy, Benifallim, Penáguila y Relleu.

## Historia
El origen remoto de la localidad radica en un castillo musulmán; una antigua torre almohade (siglo XII-XIII) situada en la parte alta de la población, conocida como la Casa alta, da el nombre al municipio y es símbolo de este. Tras la Reconquista, fue anexionada a la Corona de Aragón. Torremanzanas estuvo dependiendo del Ayuntamiento de Jijona hasta su segregación en 1794, constituyéndose desde entonces en ayuntamiento propio. En 1805 se le otorgó el título de villa.

## Geografía humana

### Demografía
Cuenta con una población de 744 habitantes (INE 2024).
| Gráfica de evolución demográfica de Torremanzanas entre 1842 y 2021 |
| |
| Población de derecho según los censos de población del INE Población de hecho según los censos de población del INEEn estos censos se denominaba Torremanzanas: 1842, 1857, 1860, 1877, 1887, 1897, 1900, 1910, 1920, 1930, 1940, 1950, 1960, 1970, 1981 y 1991 |

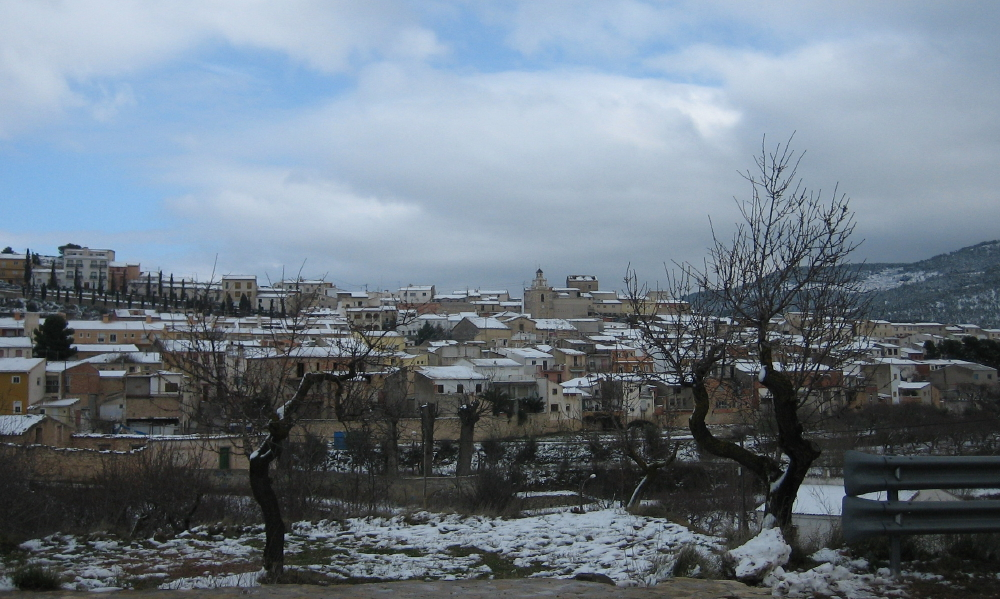
Torremanzanas, tras una nevada

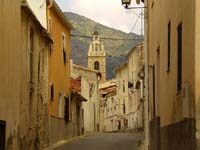
Calle del Sol.

Durante el siglo XX ha mantenido una pauta demográfica de carácter recesivo, debido a la emigración de la población a núcleos urbanos de mayor tamaño: el año de máxima población censal fue 1897 con 1673 vecinos, descendiendo a 1230 en 1950, 890 en 1970, 702 en 1991; según el padrón de 1 de enero de 2008, la población cuenta con 758 habitantes. Un 19% de su población en el 2008 era de nacionalidad extranjera, principalmente de otros países de la Unión Europea.
| Evolución demográfica de Torremanzanas | Evolución demográfica de Torremanzanas | Evolución demográfica de Torremanzanas | Evolución demográfica de Torremanzanas | Evolución demográfica de Torremanzanas | Evolución demográfica de Torremanzanas | Evolución demográfica de Torremanzanas | Evolución demográfica de Torremanzanas | Evolución demográfica de Torremanzanas | Evolución demográfica de Torremanzanas | Evolución demográfica de Torremanzanas | Evolución demográfica de Torremanzanas | Evolución demográfica de Torremanzanas | Evolución demográfica de Torremanzanas | Evolución demográfica de Torremanzanas |
| 1857                                   | 1887                                   | 1900                                   | 1910                                   | 1920                                   | 1930                                   | 1940                                   | 1950                                   | 1960                                   | 1970                                   | 1981                                   | 1991                                   | 2001                                   | 2006                                   | 2008                                   |
| -------------------------------------- | -------------------------------------- | -------------------------------------- | -------------------------------------- | -------------------------------------- | -------------------------------------- | -------------------------------------- | -------------------------------------- | -------------------------------------- | -------------------------------------- | -------------------------------------- | -------------------------------------- | -------------------------------------- | -------------------------------------- | -------------------------------------- |
| 1541                                   | 1666                                   | 1644                                   | 1578                                   | 1519                                   | 1239                                   | 1212                                   | 1230                                   | 1072                                   | 890                                    | 782                                    | 702                                    | 703                                    | 733                                    | 758                                    |
| 2009                                   | 2010                                   | 2011                                   | 2012                                   | 2013                                   | 2014                                   | 2015                                   | 2016                                   | 2017                                   | 2018                                   | 2019                                   | 2020                                   | 2021                                   | 2022                                   | 2023                                   |
| 742                                    | 788                                    | 802                                    | 797                                    | 770                                    | 743                                    | 746                                    | 727                                    | 682                                    | 654                                    | 661                                    | 636                                    | 681                                    | 683                                    | 714                                    |

Su nombre proviene de su Torre, y que dicho municipio constaba de dos calles (o manzanas) que circundaban alrededor de esa torre.

### Economía
La economía se basa principalmente en la agricultura de secano (almendra, aceite, frutas y legumbres), pequeñas industrias de juguetes, reclamos publicitarios y en el turismo rural. 

## Política
| Periodo   | Nombre                        | Partido              |
| --------- | ----------------------------- | -------------------- |
| 1979-1983 | David Coloma Verdú            | PSPV-PSOE            |
| 1983-1987 | Juan Bertomeu Mayor           | PSPV-PSOE            |
| 1987-1991 | Juan Bertomeu Mayor           | PSPV-PSOE            |
| 1991-1995 | Juan Bertomeu Mayor           | PSPV-PSOE            |
| 1995-1999 | Juan Bertomeu Mayor           | PSPV-PSOE            |
| 1999-2003 | Juan Bertomeu Mayor           | PSPV-PSOE            |
| 2003-2007 | Pau Torregrosa Coloma         | BNV                  |
| 2007-2011 | Felipe Sirvent Cantó          | PP                   |
| 2011-2015 | Cristóbal Sala Menargues      | PP                   |
| 2015-2019 | Cristóbal Sala Menargues      | PP                   |
| 2019-2023 | David Espí Llinares           | PSPV-PSOE, COMPROMÍS |
| 2023-act. | José Miguel Bernabeu Llinares | PP                   |

## Monumentos
- Yacimientos prehistóricos: Freginal de la Fuente Mayor (Mesolítico), Silos de La Hoya de Cortés y el Chiprerete (de entre los más de setenta construidos entre el 3000 a. C. hasta la Edad Media), Necrópolis del Monte de la Barsella y del Peñón del Comanador.
- La Hoya de Cortés: masía fortificada en la que se encontraron restos árabes.
- El Molino de Arriba: restos de un antiguo molino medieval.
- La Casa Alta: torre almohade (siglo XII-XIII), de la cual proviene el topónimo de la villa y es símbolo de ésta (arriba).
- Parroquia de Santa Ana: cuyos orígenes se remontan a 1588. En su interior se halla una necrópolis. Su estilo actual es neoclásico.
- El Pozo de la Nieve: antiguo y espectacular depósito de nieve, situado a 1160 m de altitud cuya función era la de aglutinar y conservar el preciado elemento para darle diferentes usos en épocas estivales.
- El Sanatorio: a 965 m de altitud, data del año 1926. Antiguo sanatorio antituberculoso que ya había sido anteriormente casa de reposo, colonia infantil de vacaciones y hospital militar en la guerra civil española. Aunque se encuentra abandonado, su cimentación presenta un magnífico estado, lo cual anima al Ayuntamiento a proyectar futuras funciones para este edificio.
- Las Masías: existen una gran cantidad de masías antiguas esparcidas por todo el término municipal, vestigios de una sociedad agrícola de nuestro pasado reciente que poseen un gran valor histórico y cultural (Másía los Castellanos, El comanaor, Mareta, La Foia Boix, El Buitre...).

## Fiestas
- Fiestas de San Gregorio: semana del 9 de mayo. Son patronales. Los festeros son elegidos de entre los cabeza de familia. Se remontan a 1658, año en el que el pueblo fue liberado de una plaga de langosta por intercesión del santo. Por tal motivo se le ofrece el “Pa Beneït” (pan bendecido, de unos 6-8 kg de peso, realizado artesanalmente, adornado con flores y finas telas bordadas. Se coloca sobre un “llibrell” que llevan las “clavariesas” sobre sus cabezas). Los actos más importantes son: La ofrenda: los “llumeners” van ataviados con el traje típico de labrador y las “clavariesas” de labradora (destaca por su belleza y valor artístico el “mocaor negre” bordado con flores). Estos ofrecen flores al Santo. El Desfile de Panes: los “llumeners” de labrador y las “clavariesas” con enaguas blancas y “mocaor” claro (que iguala en belleza al de la ofrenda), en un vistoso y espectacular desfile, se dirigen a la iglesia para ofrendar el “Pa Beneït” al Santo. La procesión: “llumeners” y ”clavariesas” visten como en el desfile. De estas fiestas se conservan dos melodías populares con dos siglos de antigüedad: El Santo Rosario de la Aurora a San Gregorio y los Gozos al Santo Patrón.
- Fiestas de Santa Ana: días 24, 25 y 26 de julio. Son patronales. Celebradas por las mujeres casadas. También realizan los actos religiosos vestidas de labradoras. Se programan actos culturales, lúdicos y de hermandad.
- Fiesta de la Virgen de Asunción (Mare de Deu dels Fadrins): semana del 15 de agosto. La festejan los chicos solteros. Con una proyección especial por ser fecha clave en las vacaciones estivales y acompañada de un clima inmejorable, se realizan actos de todo tipo: concurso de paellas y de disfraces, sardinada, mascletá, pregón humorístico, moros y cristianos humorísticos, teatro, concierto de la Sociedad Musical “La alianza”, coros y danzas, pelota valenciana, orquestas nocturnas, etc. y actos religiosos El acto más importante y popular es “la bañada” (“la banyà”): siempre se realiza el día 15 de agosto a la 1:00 de la tarde. Convoca a gran cantidad de gente y se trata de una especie de batalla de agua (utilizando cubos o cualquier otro contenedor). Se debe ir vestido o disfrazado y no con bañador.
- Fiesta de la Inmaculada Concepción (Mare de Deu de les Fadrines): días 6, 7, y 8 de diciembre. Celebrada por las chicas solteras. En los actos religiosos (ofrenda, misa y procesión) van ataviadas con teja y mantilla. Se programan actividades culturales, lúdicas y de hermandad.
- Romería de San Isidro: los festeros que han realizado la fiesta a San Gregorio la semana anterior, organizan una romería, siempre en contacto con la naturaleza, con actos religiosos, ofrenda de flores y comida campestre.

## Gastronomía
De entre las más de cien recetas, destacan: 
- Ensaladas: Aspencat, Mullaor, Pericana.
- Salsas: Alioli, Escabeche.
- Sopas: Farinetes.
- Potajes: Puchero, Fasegures de Panis, Pelotas, Olleta Torruana
- Setas: Pebrellot, Morenas, Mocosos, Girgoles, Boletus de Chopo
- Pastas: Minchos, Gachasmigas.
- Repostería: Buñuelos, Toñas, Mantecados.
- Licores típicos: Surra, Canari, Paloma, Herbero